# صندوق وقفي
صندوق وقفي أو صناديق وقفية تعتبر شكلاً متطوراً لوقف النقود، لغرض تمويل المشروعات التنموية، ومن مميزاتها أنها وعاء وحساب تُعبئ به موارد نقدية موقوفة، وتقديم ميزة ذات بعدين، اجتماعي خيري واقتصادي تنموي، وتتمثل أهدافها في إحياء سنة الوقف بالدعوة إلى مشروعات تكون أقرب إلى نفوس الناس، وأكثر تلبية لحاجاتهم، وتقوم الصناديق الوقفية بتقديم بناء مؤسسي متميز، يرتكز على رؤية استراتيجية واضحة، وتطوير نظم المتابعة والرقابة والمحاسبة، ومن أهم الدوافع التي ترغبنا بتبنيها، توفير فرصة لمختلف أفراد المجتمع، وترجيح المصلحة الاجتماعية في الاستثمار التنموي، ويتم العمل بالصناديق الوقفية ضمن آليات أهمها، تحديد نوع الصندوق، وناظره، والجهات التي يراد وقف المال عليهم، وتأتي الإيرادات من التبرعات أو المساهمات وتصرف وفق شروط الواقفين.
التعريف الإفرادي:
الصناديق: مفردها صندوق وهو وعاء من خشب أو معدن تحفظ فيه الأشياء، وتفيد هنا بأنها وعاء تجمع فيه أموال موقوفة، تستخدم لشراء عقارات وممتلكات وأسهم وأصول متنوعة، تدار بصفة محفظة استثمارية، لتحقيق أعلى عائد ممكن.
الصناديق الوقفية: هي شكلاً متطوراً لوقف النقود، لغرض تمويل المشروعات التنموية، إذ يقوم بطلب التبرعات الوقفية لمشروع معين أو لغرض معين، ثم يستعمل النقود في بناء الغرض الذي أنشأ الصندوق لأجله مثل مستشفى أو مدرسة أو طريق أو غيره.

## خصائص الصناديق الوقفية
1. وعاء وحساب يتم بواسطته تعبئة موارد نقدية سائلة موقوفة، تستغل حصيلتها في الاستثمار في مشاريع اقتصادية، ويمكن استخدامها في أي مجال على خلاف باقي الأوقاف التي تتقيد أصولها بما هي عليه كالأراضي والبيوت والمزارع والحمامات.
2. تجسد مبدأ الخيرية باعتباره غاية ووظيفة المؤسسة الوقفية، وتقدم للأوقاف مفهوماً تنموياً وحضارياً يتمثل في أن كل عمل خيري في الإسلام إنما يعود على صاحبه بالأجر والثواب، وعلى المجتمع وأفراده بالنفع والصلاح.
3. يمكن أن تكون على التوقيت أو التأبيد، تابعة في ذلك لمواردها التي قد تكون أوقافاً مؤبدة تبرعيه كالصناديق الوقفية في الكويت، أو مؤقتة تشاركية كصندوق الوقف الذكي في نيوزيلندا.
4. تقديم ميزة ذات بعدين، اجتماعي خيري واقتصادي تنموي، وهي بذلك تمزج بين تنمية الأصل باستثماره في مشاريع اقتصادية، والتصدق والتبرع بثمرتها وعوائدها، لتحقيق النفع للموقوف عليهم.
5. تقوم على مرتكزات مؤسسية، فالعمل المؤسسي أقوى تنظيماً وأكثر فعاليةً وأحسن ترتيباً وأنجح تسيراً من العمل الفردي.
6. توفر أمكانية المشاركة الأهلية المجتمعية في الأوقاف وحتى من محدودي الدخل أو الفقراء، وتقديم إطاراً واسعاً للمشاركة الجماعية في الأوقاف من خلال الوقف النقدي، والمساهمة في تمويل وإنجاز مشاريع الأوقاف التنموية.
7. تمتاز بخاصية الشمول الذي تتسم فيه أهداف الصناديق والمشاريع الوقفية، وتتنوع أغراضها ومجالات عملها لتعبر عن عدة اهتمامات، تشمل نواحي الحياة وجوانبها التعاونية التكافلية التنموية معاً.
8. المرونة والواقعية، فأما المرونة فتتجلى في صياغتها العملية لأهدافها ومشاريعها ومجالات نفعها واستثمارها بما يتلاءم مع الظروف حسب الزمان والمكان، وأما الواقعية فلكونها تخدم واقع الموقوف عليهم والبيئة الاستثمارية، فلا يمكنها أن تحيد عن شروط الواقفين ولا عن الضوابط الفقهية والاستثمارية.
9. تجسيد لمبدأ المسئولية الاجتماعية في أحدث صورها وأكثرها أجراً وثواباً، إذ تقوم الصناديق الوقفية على مبدأ توفير حاجات لفئات مخصوصة أو جهات محددة، هم في أشد الحاجة لذلك، حين تحرك في نفوس الواقفين المحسنين روح التعاون ومبدأ المواساة الذي أقره الإسلام وحث عليه.[3][4]

## أهداف الصناديق الوقفية
1. إحياء سنة الوقف بالدعوة إلى مشروعات تكون أقرب إلى نفوس الناس وأكثر تلبية لحاجاتهم، وتشجيعهم على ذلك والجلوس معهم وتقديم الشروحات والإيضاحات التي من شأنها دعم الوقف الجماعي من خلال الصناديق الوقفية.
2. تجديد الدور التنموي للوقف خصوصاً النقدية منها، والتي يمكن التبرع بها من صغار الممولين، لإنجاز مشاريع وقفية تعود فائدتها على المجتمع.
3. تطوير العمل الخيري من خلال طرح نموذج جديد يحتذى به، ويجمع بين الأصالة الوقفية الخيرية الشرعية، والمعاصرة التسييرية التنفيذية الاستثمارية.
4. تلبية احتياجات المجتمع والمواطنين في المجالات غير المدعومة بالشكل المناسب، خصوصاً مع تزايد احتياجات الدولة وتسارع النمو السكاني وضغوطاتهم الاستهلاكية.
5. إيجاد توازن بين العمل الخيري الخارجي، والعمل الخيري الداخلي.
6. تحقيق المشاركة الشعبية في الدعوة للوقف، ويتجسد من خلال الوقف الجماعي، أو ما يعرف بالتمويل الشعبّي، أو التمويل الجماهيري.
7. خلق أعمال خيرية وقفية منظمة، وتحقق المرونة مع الانضباط في آن معاً، من خلال برامج ومشاريع مخططة ومحددة وواضح المبدأ والمنتهى.[2][6]

## عناصر بناء الصناديق الوقفية
تقوم الصناديق الوقفية بتقديم بناء مؤسسي متميز يرتكز على عناصر أساسية أهمها:
1. رؤية استراتيجية واضحة: وهذا لا بد من تحضيره ومعرفته ودراسته مسبقاً، قبل الشروع في أي نشاط ذو بال يرجى منه النجاح وتحقيق الهدف.
2. تخطيط متكامل متوازن: من خلال بناء خطة منهجية علمية وعملية واضحة وواقعية وقابلة للتحقيق، تتضمن مختلف المراحل والخطوات ذات الاغراض الوقفية المتعددة.
3. تطوير نظم المتابعة والرقابة والمحاسبة: نظراً للطبيعة النقدية للصناديق الوقفية، فقد أصبح من الميسور متابعة كل ما يتعلق بها من مداخيل ومصاريف، في ظل تكنولوجيا الحاسوب والتقنيات المحاسبية المعاصرة.[3]

## محفزات العمل بالصناديق الوقفية
إن من أهم الدوافع والمحفزات التي ترغبنا وتحثنا لتبني الأوقاف النقدية لتعبئة الصناديق الوقفية من قبل الواقفين المتبرعين على تنوع إمكانياتهم المالية هي النقاط التالية:
1. توفير فرصة لمختلف أفراد المجتمع للمشاركة في إحياء الأوقاف.
2. ترجيح المصلحة الاجتماعية في الاستثمار التنموي.
3. النهوض بحاجات المجتمع وتلبية احتياجاته الضرورية.
4. توفير تمويل للمشاريع الوقفية الداعمة للتنمية.
5. إحكام الرقابة على الحصيلة الوقفية.[2][11]

## آلية عمل الصناديق الوقفية
1. تحديد نوع الصندوق.
2. تحديد صيغة الوقف، هل الوقف سيكون على الأسهم، أو على المال الذي سيشترى به الأسهم.
3. إيجاد اشتراطات شرعية وقفية، تساعد مدير الصندوق على اتخاذ القرارات، لما فيه مصلحة صندوق الوقف.
4. تحديد ناظر الوقف.
5. الترتيب التنظيمي مع الجهات ذات الاختصاص.
6. وضع الصندوق، هل هو عالي المخاطر أو منخفض، على حسب رغبة الواقف، بما يحقق مصلحة الوقف مستقبلاً.
7. تحديد الجهات التي يراد وقف المال عليهم.[3][5]

## إيرادات الصناديق الوقفية
1. التبرعات التي تأتي من الأفراد عامة.
2. مساهمات المؤسسات والشركات من القطاع الخاص والقطاع العام كمؤسسة التنمية الاجتماعية، أو صناديق التقاعد، أو مؤسسات التأمين وغيرها.
3. تخصيصات الدولة من خزينتها، أو عن طريق ضريبة، أو طابع مخصص للصناديق الوقفية.
4. ريع الصناديق الوقفية.
5. ريع الاستثمار الوقفي لأموال الصناديق والأنشطة والخدمات التي تقدمها.
6. تبرع المنظمات الدولية كاليونيسف، واليونسكو، ومنظمة المؤتمر الإسلامي، وبنك التنمية الإسلامي.
7. مشاركة مؤسسات الوقف الإسلامي، وزارة الأوقاف والأمانة العامة للأوقاف.
8. ريع الأوقاف الجديدة التي تتفق أغراضها مع أهداف الصندوق.
9. الهبات والتبرعات والإعانات والوصايا التي تتفق مع طبيعة الوقف، ومع أهداف الصندوق وسياساته وأغراضه.[3][6][7]

## مصروفات الصناديق الوقفية
ويقصد بها أوجه استخدام موارد الصناديق الوقفية، وتتأتى من كل ما تم تحصيله من ريع الصناديق، وفي هذا الصدد يقوم كل صندوق وقفي بما يلي:
1. حفظ الاحتياطي اللازم بحسب تقدير المحاسبين وأهل الخبرة والاختصاص، خصوصاً لغرض الحفاظ، على القيمة الحقيقية لمالية الصندوق، لتجنب الأثار السلبية للتضخم وما يسببه من فقدان قيمة أصول الصندوق وتآكل موارده.
2. حجز مبالغ تسيير الصندوق الوقفي ومصاريفه، كأجور العمل ومخصصات التسيير والصيانة والنقل والتأمين وغيرها.
3. صرف الريع والغلة التي يجنيها من الاستثمار وفق شروط الواقفين وفي مصارفها وآجالها المحدودة.
4. صرف الجزء المتبقي على المشاريع التي يتبناها، والجهات التي يرعاها، والأنشطة التي يشرف عليها، ويتم كل ذلك ضمن نظام محاسبي، للحفاظ على وظيفة الصندوق، وأهداف الواقفين، والمال الوقفي.

## محاسبة الصناديق الوقفية
من الأمور المهمة عند محاسبة الأوقاف عدم الخلط بين مال الوقف وغلة الوقف ومال الناظر، كما يحدث أحيانا، ذلك لأنه من المقرر شرعاً أن مال الوقف على ملكية الله وتلزم المحافظة عليه وعدم الاضرار به، وكذا عدم التصرف فيه تصرفات ناقلة للملكية، فهو بلغة المحاسبة مالاً غير قابل للإنفاق ويجب أن يظل رصيده مستمراً في الدفاتر، أما غلة الوقف فهي مملوكة للمستحقين، تصرف إليهم فور تحصيلها وبالتالي فهي بلغة المحاسبة، مال قابلاً للإنفاق يجب أن يصفّر ولا يدور في صورة أرصدة، أما الناظر فهو يستحق أجرة من الغلة فقط، ولذا ينبغي أن يتوفر عند المحاسبة على الوقف وحدة محاسبة مستقلة لمال الوقف، ووحدة محاسبة مستقلة لغلة الوقف، أما الصندوق بصفته شكلاً تنظيمياً فتكون له وحدة محاسبة مستقلة، تعد له حسابات وقوائم مالية خاصة، تظهر فيها فقط إيراداته ممثلة في أجر الناظر المستحق له ومصروفاته الخاصة.

## حوكمة الصناديق الوقفية

### أهمية حوكمة الصناديق الوقفية
- محاربة الفساد المالي والإداري.
- ضمان النزاهة والحيادية والاستقامة لكافة المشاريع الوقفية.
- تحقيق الاستفادة القصوى من نظم المحاسبة والمراقبة الداخلية.
- تحقيق فاعلية الانفاق وربطه بالإنتاج.
- تحقيق قدر كاف من الإفصاح والشفافية في الكشوفات المالية.
- ضمان أعلى قدر من الفاعلية لمراقبي الحسابات الخارجيين.
- عدم خضوعهم لأية ضغوطات من مجلس الإدارة أو من المديرين التنفيذيين.[13]

### مبادئ حوكمة الصناديق الوقفية
تعتمد على مبادئ الحوكمة التي وضعتها منظمة التعاون الاقتصادي والتنمية والتي لا تتنافى في مجملها مع المبادئ التي تدعمها الشريعة الإسلامية والتي تشكل الإطار التنظيمي لعمل البنوك والمؤسسات المالية، ومن هذه المبادئ:
- تعزيز مسؤولية إدارة المشاريع الوقفية
- تعزيز الاستقلالية والموضوعية
- تحقيق العدالة بين الإدارة والواقفون والموقوف عليهم
- تعزيز الفصل بين السلطات والوظائف المتعارضة وسيادة القانون.[14]
- توظيف الحوكمة في تحسين أداء المشاريع الوقفية لتحقيق الأهداف المناطة بها.[13]

## غلة الصناديق الوقفية
وهي الدخل المتحصل من استثمار أموال وموارد الصناديق الوقفية، ونتناول أهم ما يتعلق بها وما يؤثر على المحاسبة، بما في ذلك من إعداد الخطة والموازنات الخاصة بها فيما يلي:
1. ملكية غلة الوقف للموقوف عليهم بالاتفاق، وهي بلغة المحاسبة مالاً قابلاً للإنفاق، وبالتالي فيجب إبرازها عن مال الوقف والمحاسبة عليها بصفة مستقلة.
2. المهم والمؤكّد أن الذي يُصرف هو صافي الغلة، والذي يحدد بعد خصم نفقات الحصول عليها من إجمالي الغلة، ويدخل في النفقات الواجب خصمها من إجمالي الغلة الإنفاق على عمارة الوقف وصيانته وتجديده.
3. أنه يلزم صرف الغلة أولاً بأول عند قبضها دون تأخير.
4. يصرف للناظر أجرته عن إدارة الوقف أو الصندوق الوقفي من الغلة سواءً في صورة مبلغ محدد أو نسبة من الغلة أو الإيراد، وفي حالة توكيله غيره أو تفويضه لمساعدته في الإدارة، مثل الصناديق الوقفية، فإن الأجرة المحددة تصرف لهم سوياً، وبالتالي فإن مالية الصندوق ذاته كجهة إدارية تجب المحاسبة عليها بصورة منفردة عن الكل من مال الوقف وغلته.

## روابط خارجية
- متطلبات تصكيك موارد الصناديق الوقفية كآلية للنهوض بالدور التنموي للقطاع الوقفي
- حوكمة الصناديق الوقفية بين النظرية والتطبيق
- الصناديق الوقفية ودورها في التنمية الإقتصادية
- الصناديق الوقفية المعاصرة: تكييفها، أشكالها، حكمها، مشكلاتها
- الصناديق الوقفية الكويتية وأهميتها في تنمية التعليم